# Мілаш Дмитро Михайлович
Дмитро́ Миха́йлович Мі́лаш (14 січня 1982, смт Айхал, Мирнинський район, Якутська АРСР, РРФСР, СРСР) — український військовослужбовець Сил спеціальних операцій. Прапорщик Збройних сил України.

## Біографія
Мешканець міста Хмельницький. Футболіст. До 2017 року грав за хмельницьку команду з міні-футболу (футзалу) «Легіон».

### Військова служба
З 1 липня 2013 року проходить військову службу за контрактом у 140-му центрі спеціального призначення, військова частина А0661, м. Хмельницький.
У зв'язку з російською збройною агресією проти України у березні 2014 року був направлений в Херсонську область, на адміністративний кордон з окупованим російськими військами Кримом, де у складі групи спецпризначення виконував завдання з охорони важливих об'єктів. 25 березня, в умовах нештатної ситуації, що була пов'язана з ризиком для життя, забезпечив безпеку та збереження здоров'я особового складу.
З липня 2014 року виконує бойові завдання у зоні проведення антитерористичної операції на території Донецької та Луганської областей. 8 липня 2014 року у складі розвідувальної групи спеціального призначення брав участь в операції з визволення міста Слов'янськ. 24 липня брав участь у боях біля окупованого міста Первомайськ Луганської області. Особисто здійснював прикриття групи під обстрілом в ході евакуації особового складу, надав першу медичну допомогу важкопораненим військовослужбовцям частини, зумів прикрити групу з пораненими бійцями та вивести з оточення.
Станом на вересень 2017 року — старшина, заступник командира групи спеціального призначення роти спеціального призначення 140 ЦСпП ССО.

## Нагороди та відзнаки
- орден Богдана Хмельницького III ступеня (27.11.2014), — за особисту мужність і героїзм, виявлені у захисті державного суверенітету та територіальної цілісності України[2];
- орден «За мужність» III ступеня (21.10.2014), — за особисту мужність і героїзм, виявлені у захисті державного суверенітету та територіальної цілісності України, вірність військовій присязі, високопрофесійне виконання службового обов'язку[3];
- відзнака Міністерства Оборони України Нагрудний знак «За зразкову службу»;
- відзнака НГШ-ГК ЗСУ Нагрудний знак «За взірцевість у військовій службі» ІІ ступеня;
- відзнака НГШ-ГК ЗСУ Нагрудний знак «За взірцевість у військовій службі» ІІІ ступеня;
- відзнака НГШ-ГК ЗСУ Нагрудний знак «Учасник АТО»;
- Почесна відзнака Хмельницької міської громади «Мужність і відвага» (20.09.2017).
- Медаль «За бездоганну службу III ступеня»[4]